# Justus av Tiberias
Justus av Tiberias, judisk författare och historiker verksam omkring år 80 e.kr. Han är mest känd genom Flavius Josefus, som skrev sin "Självbiografi" i polemik mot Justus.
Justus (som kan ha hetat Zadok på hebreiska) kom från Tiberias, en stad grundad omkring år 20 av Herodes Antipas och uppkallad efter kejsare Tiberius. Han och hans pro-romerska familj hade inte tillhört rebellerna. Justus underhöll nära band med tetrarken Agrippa II. När Josefus år 66 kom till Galiléen för att leda upproret mot romarna, blev det stora motsättningar mellan dem. Detaljerna är oklara, eftersom endast Josefus version av händelserna har bevarats.
Justus skrev en bok kring år 80 om den judiska revolten, men den publicerades inte innan Agrippa II:s död år 100. Hans verk har gått förlorat, men kunde fortfarande läsas på 800-talet. Fotios av Konstantinopel berättar att Justus inte ens nämnde Kristi ankomst, händelserna i hans liv eller de underverk han gjorde.

## Fotnoter
1. ↑  William Whiston (översättare). ”The Life Of Flavius Josephus, kap. 65”. http://pace.cns.yorku.ca/York/york/showText?book=1&chapter=1&textChunk=whistonSection&chunkId=65&text=vita&version=whiston&layout=split.
2. ↑  Moses I. Finley (1964). Josephus : The Jewish War and other selections from Flavius Josephus
3. ↑  William Whiston. ”fotnot 24”. http://www.ccel.org/j/josephus/works/autobiog.htm#EndNote_Auto.24b.
4. ↑  ”Justus’s style is very concise, and he omits a great deal that is of the utmost importance. Suffering from the common fault of the Jews, to which race he belonged, he does not even mention the coming of Christ, the events of His life, or the miracles performed by Him.” (Fotios, Bibliotheke, 33).